# Карла Бел
Карла Бел (фр. Carla-Bayle) насеље је и општина у јужној Француској у региону Миди Пирене, у департману Арјеж која припада префектури Памје.
По подацима из 2011. године у општини је живело 786 становника, а густина насељености је износила 22,13 становника/km². Општина се простире на површини од 35,52 km². Налази се на средњој надморској висини од 396 метара (максималној 411 m, а минималној 236 m).

## Демографија
| 1962. | 1968. | 1975. | 1982. | 1990. | 1999. | 2011. |
| ----- | ----- | ----- | ----- | ----- | ----- | ----- |
| 484   | 602   | 538   | 469   | 578   | 645   | 786   |

График промене броја становника у току последњих година